# 서울도솔학교
서울도솔학교는 서울특별시 도봉구 도봉동에 소재하는 공립 특수학교이다. 발달장애 학생을 위한 교육환경을 만들기 위해 초등학교, 중학교, 고등학교, 전공과 과정이 통합된 형태의 학교이다.

## 연혁
- 1971년 3월 2일 : 서울인강학교(仁江學校)로 개교
- 2019년 9월 1일 : 공립 서울도솔학교로 전환

## 사건 및 사고
2018년, 이곳에서 근무하던 교사와 사회복무요원이 학생들을 수년동안 학대한 혐의가 드러나 기소되는 사건이 벌어졌으며, 이에 논란이 커지자 서울특별시교육청은 해당 학교를 공립화 하기로 결정하였다.